# Rengas I
Rengas I is een bestuurslaag in het regentschap Ogan Ilir van de provincie Zuid-Sumatra, Indonesië. Rengas I telt 1451 inwoners (volkstelling 2010).